# Малый Хомутец
Ма́лый Хомуте́ц — село Панинского сельсовета Добровского района Липецкой области. Стоит на правом берегу реки Воронежа.
Возник, видимо, ещё в XVII веке как казённая деревня. Как село с церковью упоминается в 1804 году. В 1862 году в селе насчитывался 61 двор с 501 жителем (250 мужского пола и 251 женского). В 1868 году на средства прихожан была построена каменная теплая церковь с одним престолом. В 1911 году в селе было 150 дворов и 993 человека (474 мужского пола и 519 женского), имелась церковно-приходская школа.
Название связано с соседним селом Большой Хомутец, в котором некогда существовала река Хомутица. Хомутец — изгиб русла в виде хомута.
Ранее (вероятно, до 1990-х годов) Малый Хомутец был центром Малохомутецкого сельсовета. Позже он был включен в состав Панинского сельсовета (ныне — Панинское сельское поселение).

## Население
| 2010 |
| ---- |
| 366  |